# Aeromys thomasi
Aeromys thomasi es una especie de roedor de la familia Sciuridae.

## Distribución geográfica
Se encuentran en Indonesia y Malasia.